# Montigny-le-Tilleul
Montigny-le-Tilleul is een plaats en gemeente in de provincie Henegouwen in België. De gemeente telt ruim 10.000 inwoners. De gemeente maakt deel uit van de streek Thudinië.

## Kernen

### Deelgemeenten
| # | Naam                  | Opp. (km²) | Inwoners (2020) | Inwoners per km² | NIS-code |
| - | --------------------- | ---------- | --------------- | ---------------- | -------- |
| 1 | Montignies-le-Tilleul | 11,33      | 8.949           | 790              | 52048A   |
| 2 | Landelies             | 3,91       | 1.181           | 302              | 52048B   |

## Bezienswaardigheden
- De Sint-Martinuskerk is een gotisch bouwwerk van omstreeks 1550. Het beschikt over enkele belangrijke kunstwerken.
- Het Château de Bomerée waarvan de oudste delen uit de middeleeuwen dateren. Omstreeks 1800 werd het gekocht door smeden die smederijen hadden opgezet langs de Eau d'Heure.
- Het Château Wilmet (ook: Château du Centre), sinds 1951 gemeentehuis. De oorspronkelijke gebouwen dateren uit de 17e eeuw. Aan het begin van de 10e eeuw werd het kasteel eigendom van de familie Wilmet. Het is gelegen in een fraai park van bijna anderhalve hectare..

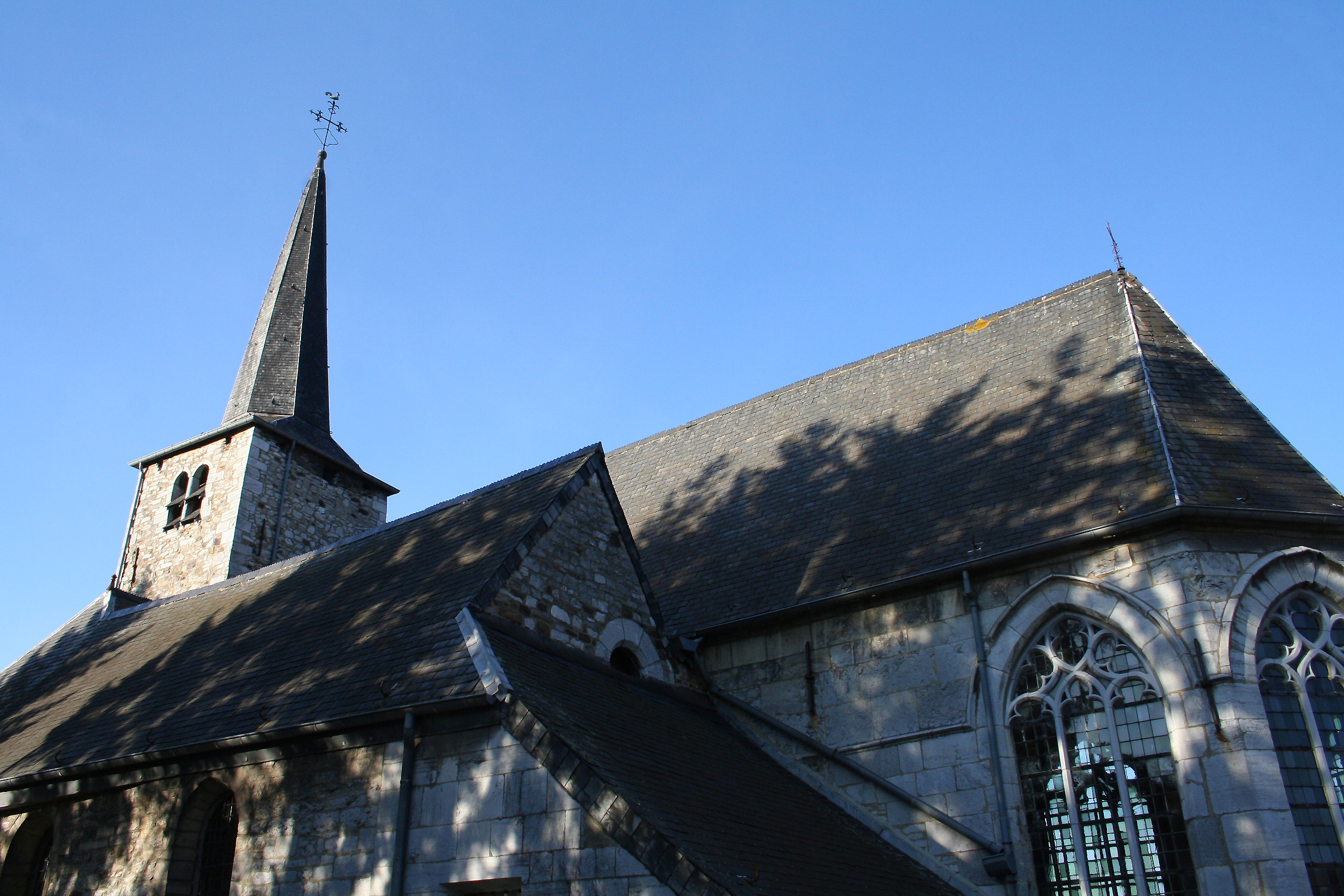
De Sint-Martinuskerk.
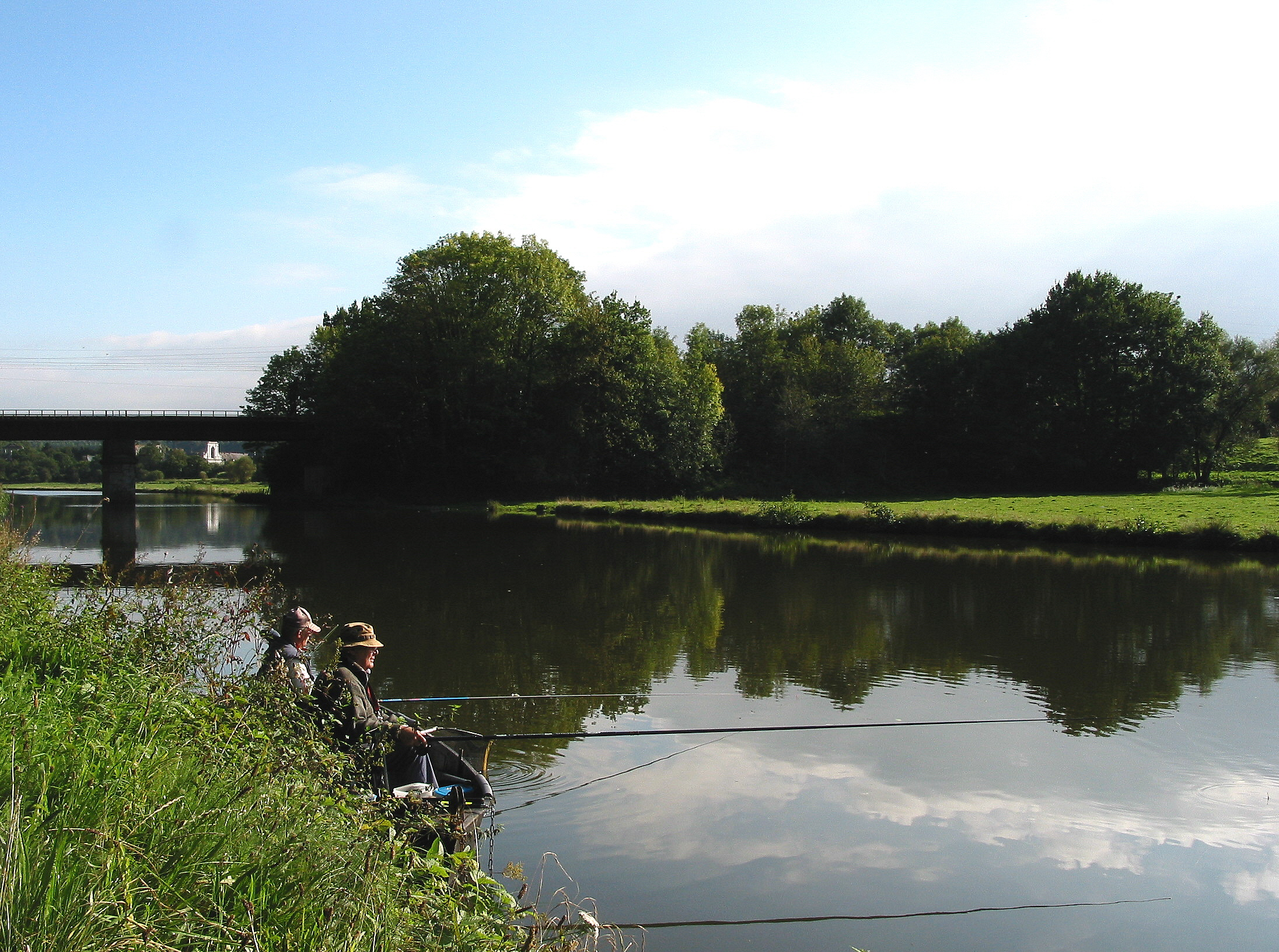
De Samber bij de Abdij van Aulne.
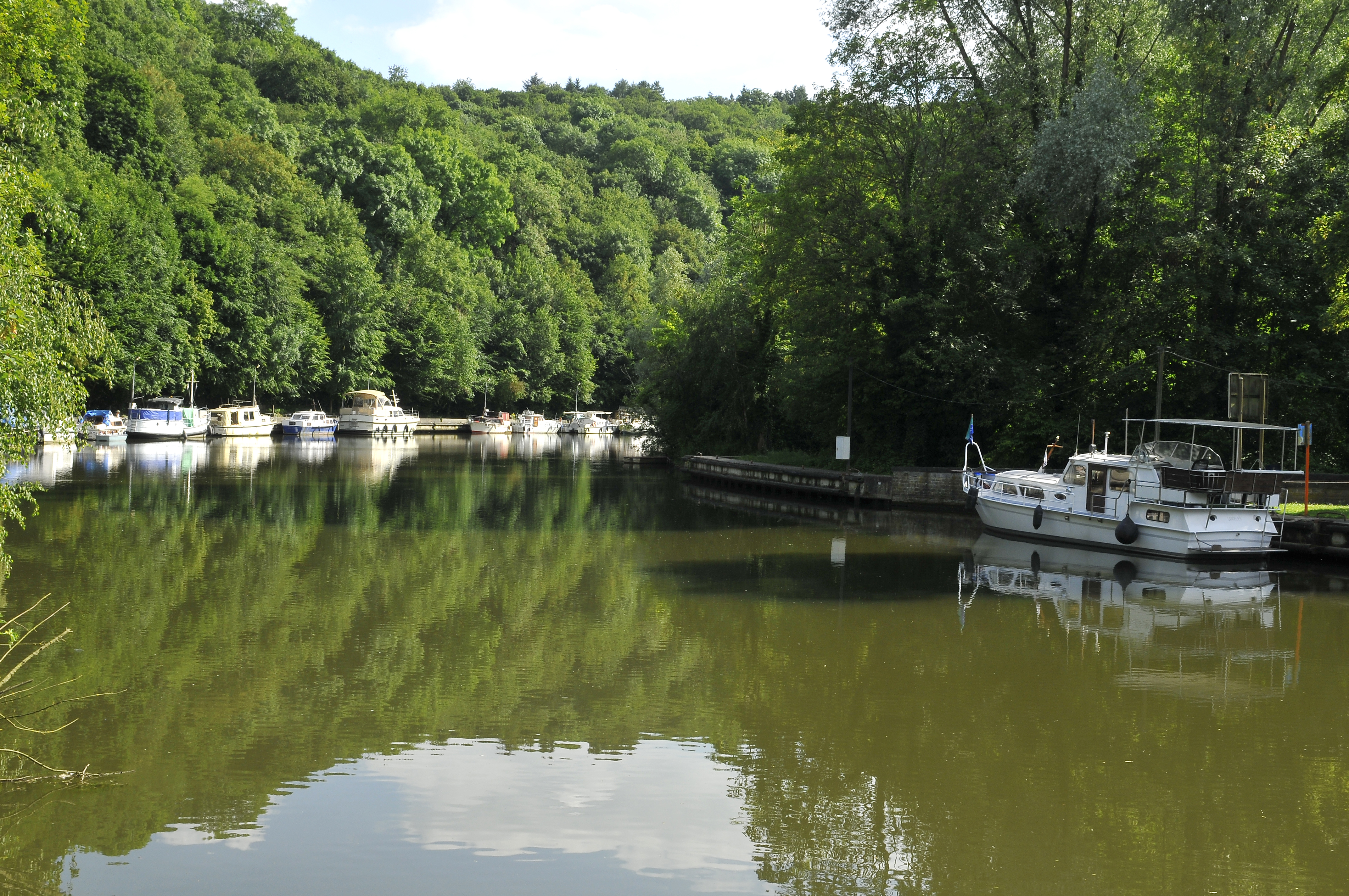
Jachthaven van Landelies.
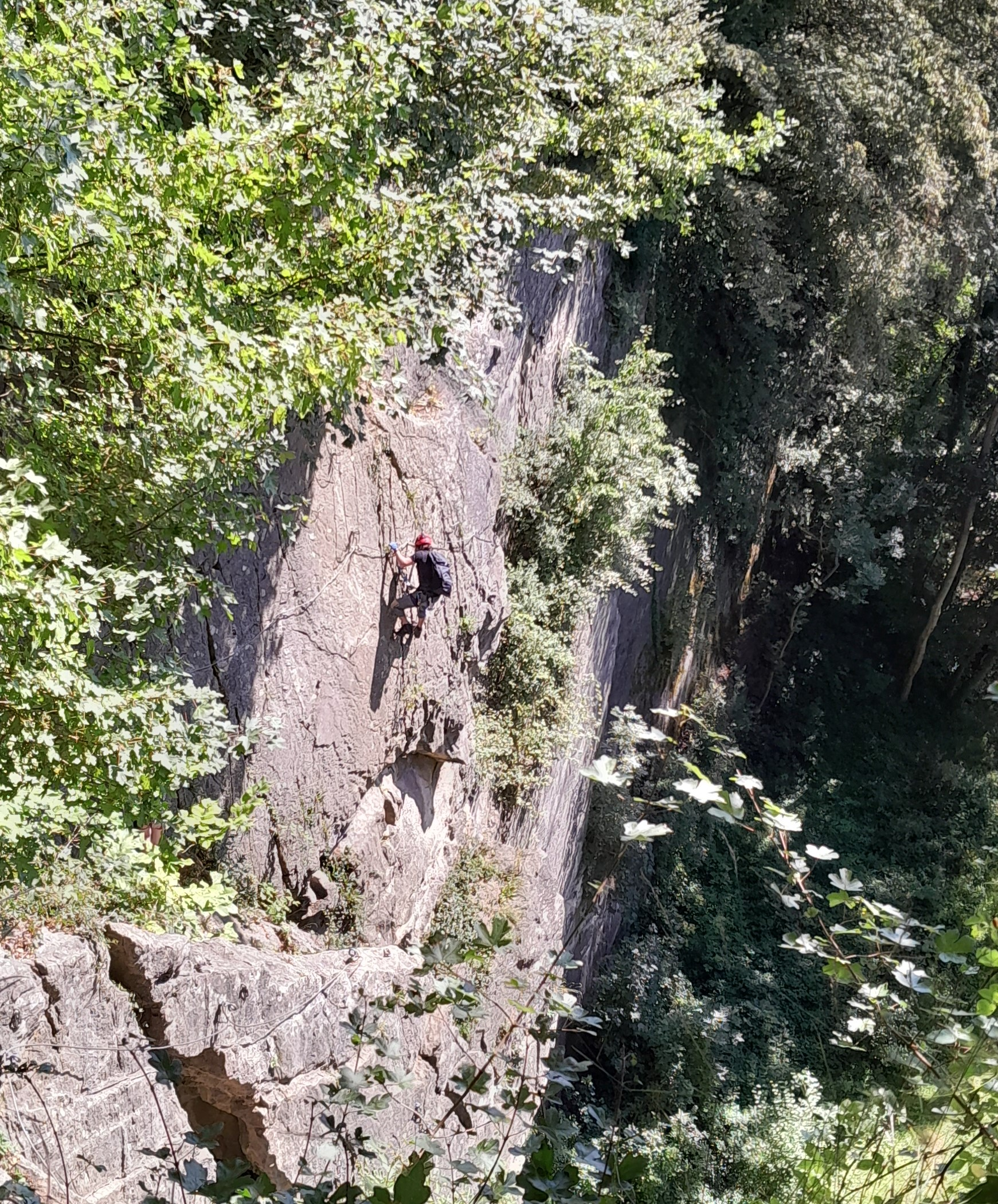
Via ferrata bij de Samber.
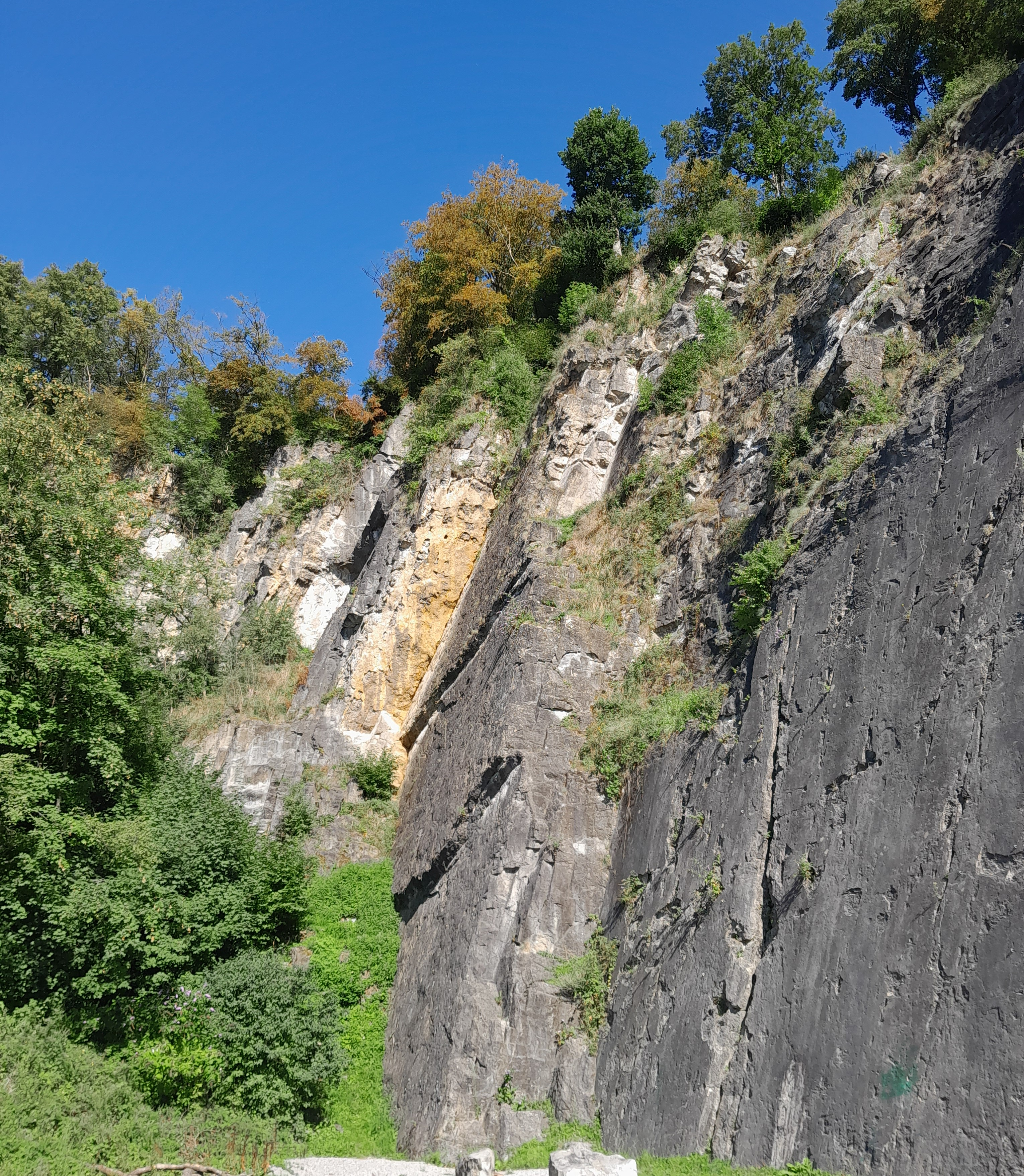
Klimlocatie bij de Samber.
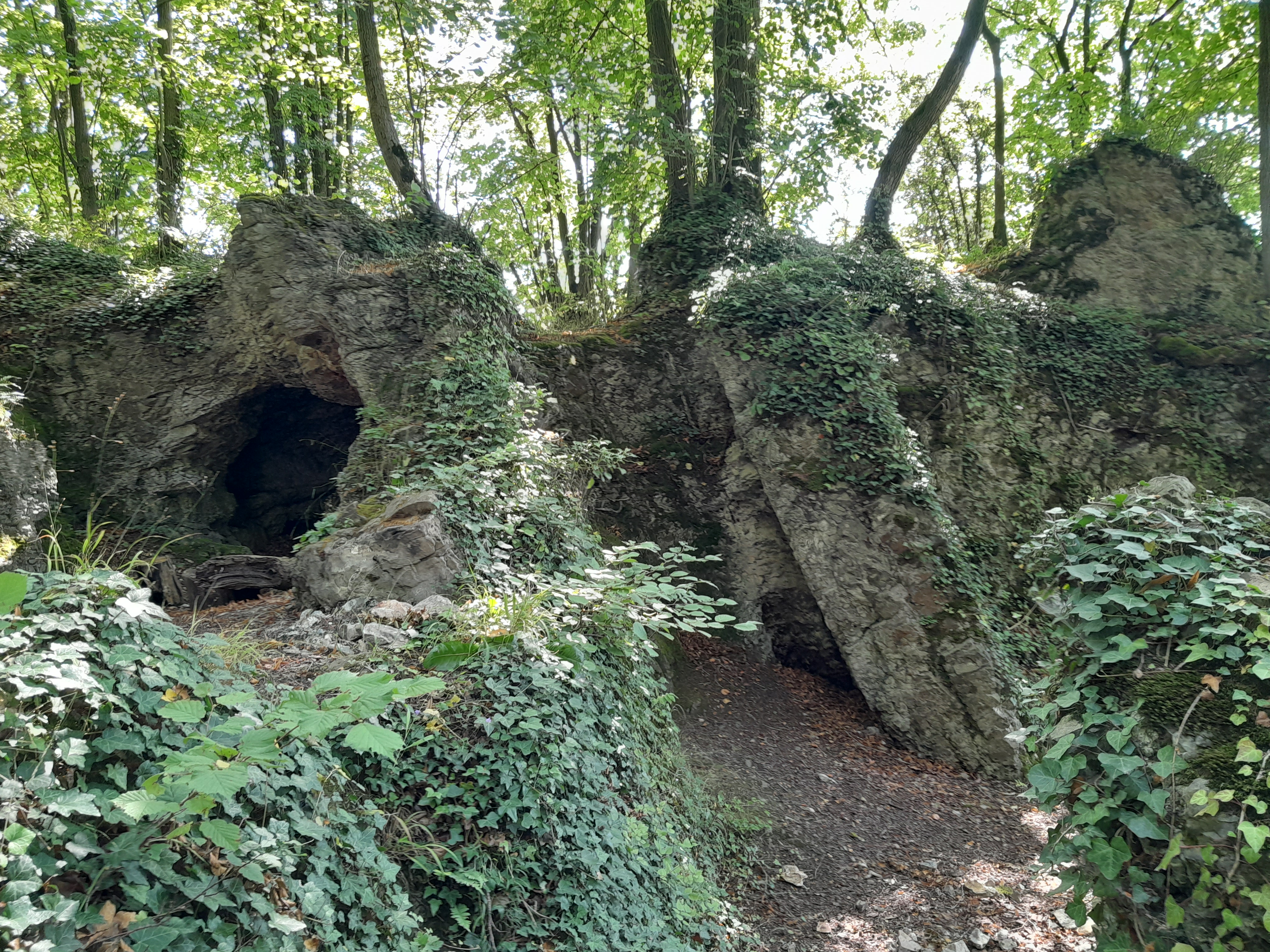
Karst van Landelies.

## Natuur en landschap
Montigny-le-Tilleul ligt aan de Sambre. In het oosten vindt men de Eau d'Heure die naar de Sambre stroomt. De hoogte aan de kerk bedraagt 142 meter.

## Gezondheidszorg
- Het André Vésale ziekenhuis: dit ziekenhuis met 351 bedden richt zich op ouderen en chronische zieken, met een geriatrisch dagziekenhuis. Het herbergt het grootste slaaplaboratorium van Wallonië en het laboratorium voor experimentele geneeskunde van de ULB ;
- Het Hôpital Léonard de Vinci heeft 173 bedden en richt zich op revalidatie met drie activiteitencentra: neurologisch, motorisch en cardiopulmonair.

## Demografische ontwikkeling

### Demografische ontwikkeling voor de fusie
- Bron:NIS - Opm:1831 t/m 1970=volkstellingen; 1976= inwoneraantal op 31 december

### Demografische ontwikkeling van de fusiegemeente
Alle historische gegevens hebben betrekking op de huidige gemeente, inclusief deelgemeenten, zoals ontstaan na de fusie van 1 januari 1977.
- Bronnen:NIS, Opm:1831 tot en met 1981=volkstellingen; 1990 en later= inwonertal op 1 januari

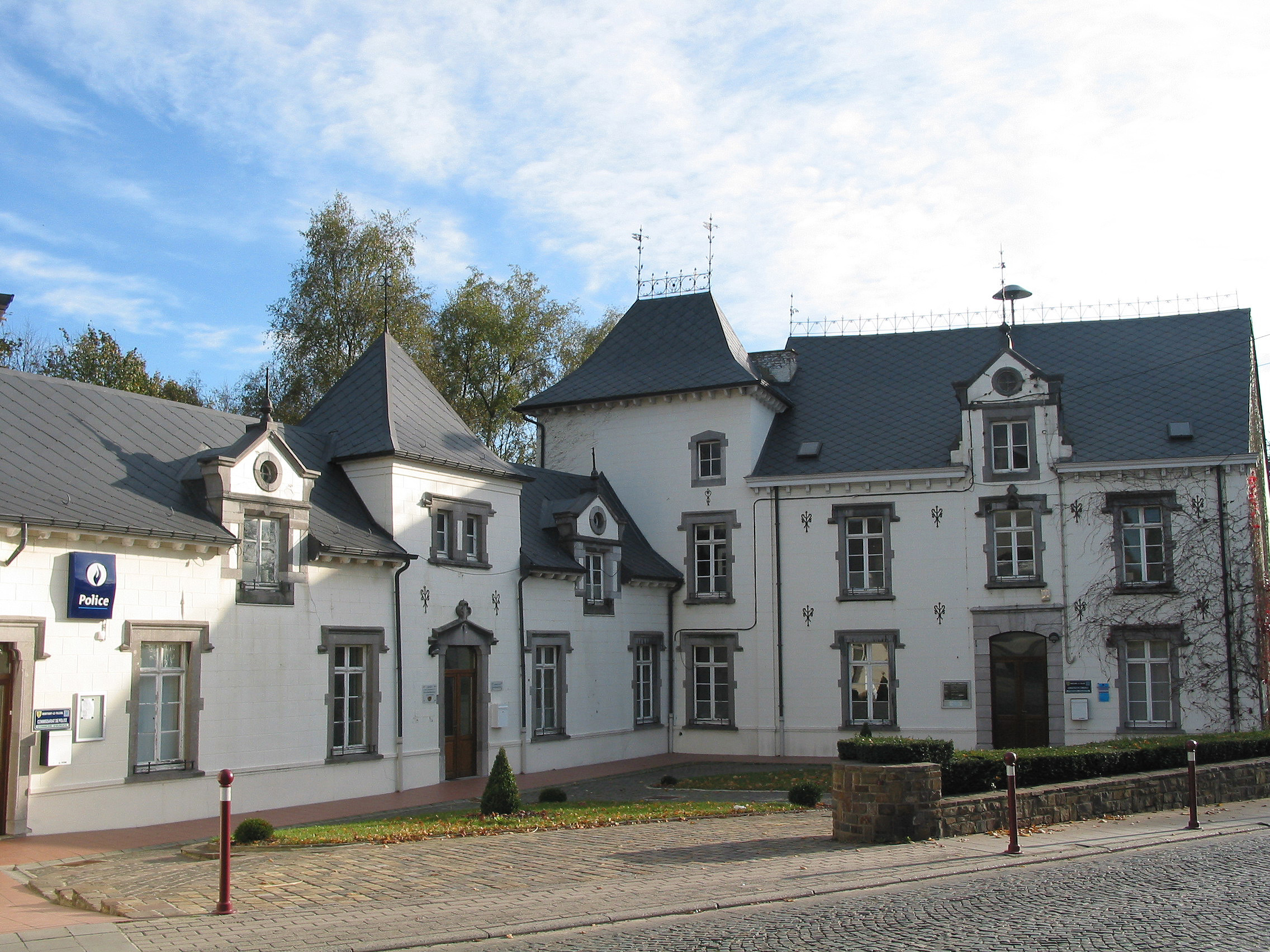
Het Gemeentehuis

| Inwoners van jaar tot jaar op 1 januari 1992 tot heden | Inwoners van jaar tot jaar op 1 januari 1992 tot heden | Inwoners van jaar tot jaar op 1 januari 1992 tot heden |
| jaar                                                   | Aantal                                                 | Evolutie: 1992=index 100                               |
| ------------------------------------------------------ | ------------------------------------------------------ | ------------------------------------------------------ |
| 1992                                                   | 10.192                                                 | 100,0                                                  |
| 1993                                                   | 10.255                                                 | 100,6                                                  |
| 1994                                                   | 10.279                                                 | 100,9                                                  |
| 1995                                                   | 10.332                                                 | 101,4                                                  |
| 1996                                                   | 10.232                                                 | 100,4                                                  |
| 1997                                                   | 10.294                                                 | 101,0                                                  |
| 1998                                                   | 10.380                                                 | 101,8                                                  |
| 1999                                                   | 10.397                                                 | 102,0                                                  |
| 2000                                                   | 10.351                                                 | 101,6                                                  |
| 2001                                                   | 10.348                                                 | 101,5                                                  |
| 2002                                                   | 10.273                                                 | 100,8                                                  |
| 2003                                                   | 10.278                                                 | 100,8                                                  |
| 2004                                                   | 10.222                                                 | 100,3                                                  |
| 2005                                                   | 10.160                                                 | 99,7                                                   |
| 2006                                                   | 10.205                                                 | 100,1                                                  |
| 2007                                                   | 10.215                                                 | 100,2                                                  |
| 2008                                                   | 10.170                                                 | 99,8                                                   |
| 2009                                                   | 10.169                                                 | 99,8                                                   |
| 2010                                                   | 10.136                                                 | 99,5                                                   |
| 2011                                                   | 10.124                                                 | 99,3                                                   |
| 2012                                                   | 10.125                                                 | 99,3                                                   |
| 2013                                                   | 10.133                                                 | 99,4                                                   |
| 2014                                                   | 10.146                                                 | 99,5                                                   |
| 2015                                                   | 10.042                                                 | 98,5                                                   |
| 2016                                                   | 10.095                                                 | 99,0                                                   |
| 2017                                                   | 10.161                                                 | 99,7                                                   |
| 2018                                                   | 10.136                                                 | 99,5                                                   |
| 2019                                                   | 10.112                                                 | 99,2                                                   |
| 2020                                                   | 10.132                                                 | 99,4                                                   |
| 2021                                                   | 10.130                                                 | 99,4                                                   |
| 2022                                                   | 10.125                                                 | 99,3                                                   |
| 2023                                                   | 10.116                                                 | 99,3                                                   |
| 2024                                                   | 10.141                                                 | 99,5                                                   |
| 2025                                                   | 10.170                                                 | 99,8                                                   |

## Politiek

### Resultaten gemeenteraadsverkiezingen sinds 1976
Sinds 1976 wordt het politieke leven in Montigny-le-Tilleul gedomineerd door de Liberale Partij in coalitie met andere partijen.
Van 1976 tot 2000 werd Philippe Cornet, zoon van Clotaire Cornet van de Liberale Partij, gekozen en herkozen als burgemeester van Montigny-le-Tilleul. Vanaf 2001 bekleedde Véronique Cornet, zijn dochter, de functie van burgemeester aan het hoofd van een liberale meerderheid tot haar dood in 2015.
De huidige burgemeester is Marie Hélène Knoops, van de Mouvement Réformateur. Ze bekleedt de post sinds 2015 en werd herkozen na de gemeenteraadsverkiezingen van oktober 2018 en die van oktober 2024. Ze is ook fysiotherapeute.
| Partij                       | 10-10-1976 | 10-10-1976 | 10-10-1982 | 10-10-1982 | 9-10-1988 | 9-10-1988 | 9-10-1994 | 9-10-1994 | 8-10-2000 | 8-10-2000 | 8-10-2006 | 8-10-2006 | 14-10-2012 | 14-10-2012 | 14-10-2018 | 14-10-2018 | 13-10-2024 | 13-10-2024 |
| Stemmen / Zetels             | %          | 21         | %          | 21         | %         | 21        | %         | 21        | %         | 21        | %         | 21        | %          | 21         | %          | 21         | %          | 21         |
| ---------------------------- | ---------- | ---------- | ---------- | ---------- | --------- | --------- | --------- | --------- | --------- | --------- | --------- | --------- | ---------- | ---------- | ---------- | ---------- | ---------- | ---------- |
| PS1/ PS+2                    | 24,201     | 5          | 25,671     | 6          | 27,301    | 6         | 21,871    | 4         | 28,631    | 6         | 27,121    | 6         | 17,261     | 3          | 14,941     | 3          | 20,292     | 4          |
| PSC1/cdH2/Osons!3/ EnsembleA | 14,251     | 2          | 12,761     | 2          | 19,461    | 4         | 31,621    | 7         | 21,241    | 4         | 20,022    | 4         | 22,352     | 4          | 20,983     | 4          | 23,36A     | 4          |
| ECOLO1/ EnsembleA            | -          |            | -          |            | -         |           | -         |           | 9,811     | 1         | 6,991     | 0         | 7,891      | 1          | 11,751     | 2          | 23,36A     | 4          |
| DéFI1/ EnsembleA             | -          |            | -          |            | -         |           | -         |           | -         |           | -         |           | -          |            | 4,98       | 0          | 23,36A     | 4          |
| PRL1/PRL-MCC2/MR3            | 47,761     | 12         | 43,661     | 10         | 43,171    | 10        | 46,511    | 10        | 40,322    | 10        | 45,873    | 11        | 52,53      | 13         | 47,353     | 12         | 56,353     | 13         |
| RW                           | 11,17      | 2          | -          |            | -         |           | -         |           | -         |           | -         |           | -          |            | -          |            | -          |            |
| PCB                          | 2,62       | 0          | -          |            | -         |           | -         |           | -         |           | -         |           | -          |            | -          |            | -          |            |
| IC                           | -          |            | 17,91      | 3          | 10,06     | 1         | -         |           | -         |           | -         |           | -          |            | -          |            | -          |            |
| Totaal stemmen               | 6827       | 6827       | 6774       | 6774       | 6909      | 6909      | 6974      | 6974      | 7102      | 7102      | 7259      | 7259      | 6863       | 6863       | 7140       | 7140       | 6818       | 6818       |
| Opkomst %                    |            |            |            |            | 93,26     | 93,26     | 91,02     | 91,02     | 90,29     | 90,29     | 91,86     | 91,86     | 87,42      | 87,42      | 89,80      | 89,80      | 86,12      | 86,12      |
| Blanco en ongeldig %         | 2,84       | 2,84       | 4,24       | 4,24       | 4,05      | 4,05      | 4,73      | 4,73      | 5,53      | 5,53      | 4,00      | 4,00      | 4,36       | 4,36       | 5,85       | 5,85       | 5,88       | 5,88       |

De grootste partij is in kleur.

## Nabijgelegen kernen
Mont-sur-Marchienne, Marchienne-au-Pont, Landelies, Gozée, Jamioulx